# J.M. Velasco Ibarra
J.M. Velasco Ibarra är en flygplats i Ecuador.   Den ligger i provinsen Loja, i den sydvästra delen av landet, 500 km söder om huvudstaden Quito. J.M. Velasco Ibarra ligger 459 meter över havet.
Terrängen runt J.M. Velasco Ibarra är varierad. Runt J.M. Velasco Ibarra är det ganska glesbefolkat, med 22 invånare per kvadratkilometer. Närmaste större samhälle är Macará, 0,50 km sydväst om J.M. Velasco Ibarra. I omgivningarna runt J.M. Velasco Ibarra växer huvudsakligen savannskog.